# Топенант

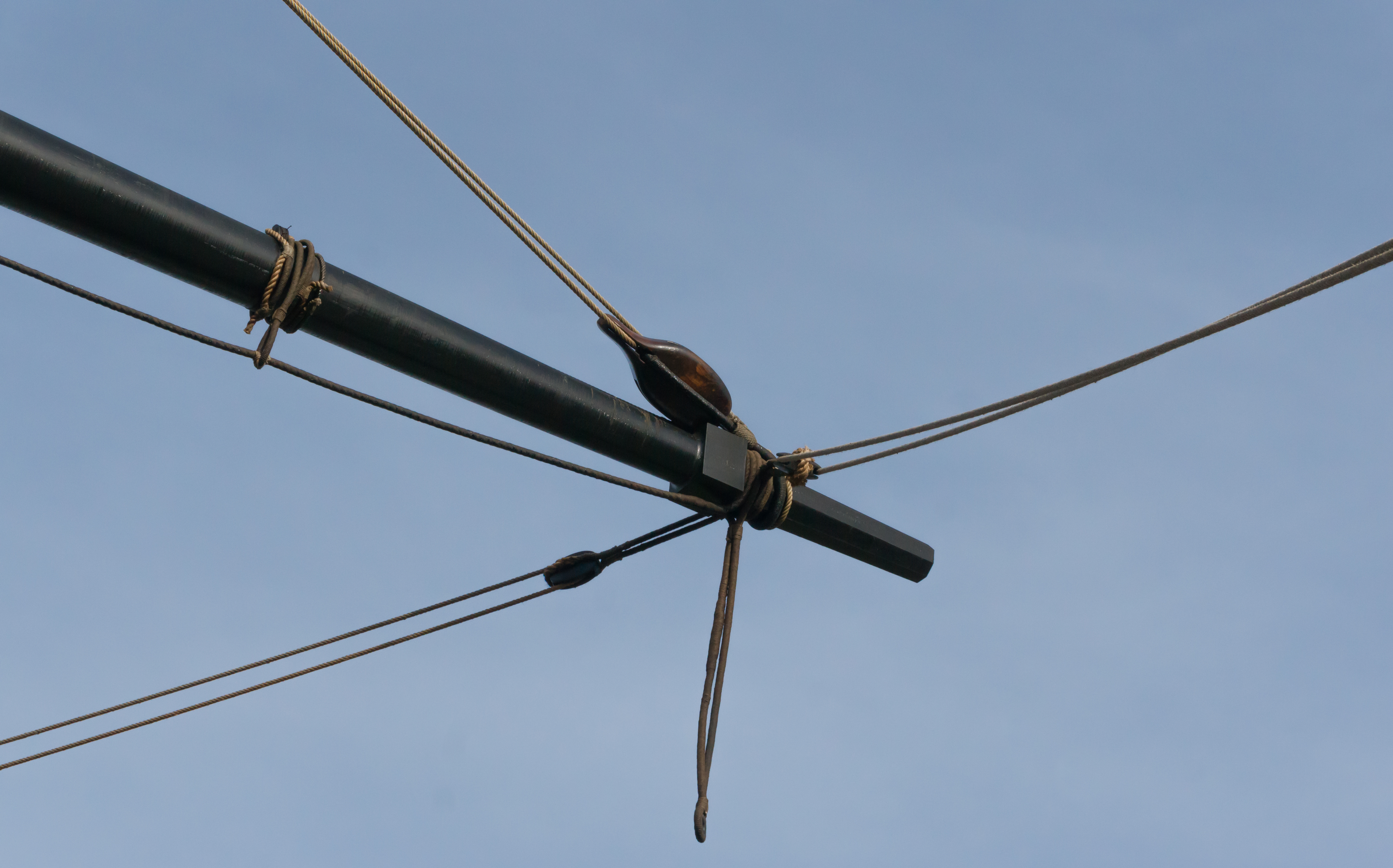
Топенант з блоком, брас і контр-брас на ноку реї фрегата «Герміона»

Гіка-топенант

Топена́нт (нід. toppenant) — снасть рухомого такелажу, призначена для утримання в потрібному положенні горизонтальних і похилих рангоутних дерев (рей, гіків, вистрілів і вантажних стріл). Корінний кінець топенанта кріпиться на ноку рангоутного дерева (на важких реях споряджений топенант-блоком), а ходовий проходить через топенант-блок, закріплений на щоглі, потім спускається донизу. За допомогою топенантів можна розвертати рею у вертикальній площині. Нахиляти рею за допомогою топенантів, вибираючи один з них і витравлюючи другий, називається «то́пити рею» (від англ. to top a yard).
Залежно від приналежності до того чи іншого рангоутного дерева топенанти отримують додаткові найменування: спінакер-гіка топенант, фока-рея топенант та інші. Топенант, що підтримує гік, називається гіка-топенант, топенант гафеля — дирик-фал.
При великій масі гіка топенант може кріпитися на шпрюйт — тросову відтяжку, що розподіляє навантаження на дві і більше точки на гіку.